# Minnesota Wild
Minnesota Wild este o echipă profesionistă americană de hochei pe gheață cu sediul în Saint Paul, Minnesota, face parte din Divizia Centrală a Conferinței de Vest din NHL și își joacă meciurile pe teren propriu la Xcel Energy Center.
Wild a fost fondată la 25 iunie 1997, dar a început să joace abia în sezonul 2000-01. A fost prima franciză NHL din Minnesota de când Minnesota North Stars s-a mutat în Dallas, Texas, în 1993. Au pierdut primul meci cu 3-1 în fața celor de la Anaheim Mighty Ducks, și au înregistrat prima lor victorie împotriva celor de la Tampa Bay Lightning cinci meciuri mai târziu. În sezonul 2002-03, echipa a ajuns pentru prima dată în playoff, ajungând în finala Conferinței de Vest.